# پدینگتون ۲
پدینگتون ۲ (انگلیسی: Paddington 2)، فیلمی در ژانر کمدی به کارگردانی پل کینگ است که در ۱۰ نوامبر ۲۰۱۷ منتشر شد. از بازیگران آن می‌توان به هیو گرانت و برندن گلیسون اشاره کرد.
این فیلم دنباله ی فیلم پدینگتون به شمار میرود.

## خلاصه داستان
داستان این قسمت از مجموعه پدینگتون، در رابطه با تلاش پدینگتون برای پول در آوردن و خرید یک کادو مناسب برای تولد نامادری دوست داشتنی اش است. اما کادو ای که پدینگتون در نظر دارد، پیچیده تر از چیزی است که فکر می کند...

## بازیگران
- بن ویشاو صداگذار خرس پدینگتون
- هیو بونه‌ویل در نقش آقای براون
- سالی هاوکینزدر نقش خانم براون
- هیو گرانت در نقش فینیکس بیوکانن [۲][۳]
- برندن گلیسون در نقش ناکلز
- جولی والترز در نقش خانم برد
- جیم برودبنت در نقش آقای گروبر
- پیتر کاپالدی در نقش آقای کاری
- ایملدا استنتون صداگذار خاله لوسی
- مایکل گامبون صداگذار عمو پاستوزو
- سایمن فارنابی
- جوانا لامبی
- بن میلر
- جسیکا هاینس
- نوآ تیلور
- آیلین اتکینز
- تام کونتی
- ریچارد آیوادی
- میرا سایال
- کلیر کیلان